# Адела фон Фобург
Адела фон Фобург (также Аделаида или Адельгейда; 1127 — 25 мая 1187, Аббатство Вайссенау) — герцогиня Швабии с 1147 года и королева Германии в 1152—1153 годах. Первая супруга Фридриха I Барбароссы, впоследствии императора Священной Римской империи.

## Биография
Адела была дочерью маркграфа Дипольда III фон Фобурга (ок. 1079—1146), от его первой жены Аделаиды Польской (ок. 1090/91 — 1127), дочери князя Владислава I Германа, либо от второй жены — Кунигунды фон Байхлинген (ум. ок. 1132), дочери графа Куно. Со времён императора Генриха IV предки её отца правили территорией Эгерланда в баварском Нордгау, который, однако, был захвачен королём Германии Конрадом III после смерти маркграфа в 1146 году. Чтобы обеспечить себе власть над Эгерландом, Конрад III женил своего племянника Фридриха Гогенштауфена на дочери Дипольда, Аделе; это событие произошло до 2 марта 1147 года в городе Эгер. Фридрих только что вернулся из Второго крестового похода; месяц спустя он наследовал своему отцу Фридриху II Одноглазому как герцог Швабский и присоединил к своим владением приданое жены.
Брак Аделы и Фридриха был неудачным. Согласно некоторым более поздним источникам, это произошло потому, что Адела совершила прелюбодеяние. Адела редко появлялась на публике и не присутствовала ни на избрании Фридриха в качестве преемника своего дяди Конрада III 4 марта 1152 года, ни на его коронации в качестве короля Германии в Ахенском соборе пять дней спустя.
У супругов не было детей. В 1153 году Фридрих ходатайствовал об аннулировании брака у папы Евгения III. Развод был одобрен и подтверждён епископом Констанца в марте 1153 года; обоснованием было кровное родство. Фридрих немедленно начал ухаживать за византийской принцессой Марией Комниной, но безрезультатно.
Уже не будучи королевой, Адела, по-видимому не встретив противодействие бывшего мужа, вскоре вступила в морганатический брак с Дито фон Равенсбургом, министериалом на службе у герцога Вельфа VI. В браке родилось несколько детей. Дито умер приблизительно в 1187 году; Адела пережила его и вскоре после этого умерла в премонстрантском аббатстве Вайссенау под Равенсбургом.